# Gurania reticulata
Gurania reticulata är en gurkväxtart som beskrevs av Célestin Alfred Cogniaux. Gurania reticulata ingår i släktet Gurania och familjen gurkväxter. Inga underarter finns listade i Catalogue of Life.